# Leo van der Pluym
Leo van der Pluym (Dussen, 10 februari 1935 - Made, 29 augustus 2020) was een Nederlands wielrenner.
Van der Pluym was professional van 1956 tot 1961. Hij nam tweemaal deel aan de Ronde van Frankrijk, waarin zijn grootste succes, behaald in zijn debuutjaar 1956, een tweede plaats was in de negende etappe.

## Belangrijkste uitslagen
- 1956
  - 2e bij het Nederlands kampioenschap op de weg
  - 3e in de Ronde van Zuid-Holland
  - 2e in de 9e etappe Ronde van Frankrijk
- 1957
  - 2e in de 3e etappe Ronde van Nederland
- 1958
  - 3e in de 3e etappe Ronde van Nederland
  - 3e in de 3e etappe Driedaagse van Antwerpen
- 1959
  - 2e in de Acht van Chaam

## Resultaten in voornaamste wedstrijden
| Jaar | Ronde van Italië | Ronde van Frankrijk | Ronde van Spanje |
| ---- | ---------------- | ------------------- | ---------------- |
| 1956 |                  | 30e                 |                  |
| 1957 |                  | opgave              |                  |
| 1958 |                  |                     | opgave           |

| Jaar | Gent-Wevelgem |  | WK op de weg |
| ---- | ------------- |  | ------------ |
| 1956 |               |  |              |
| 1957 | 43e           |  | 12e          |
| 1958 | 59e           |  |              |